# Limonium vulgare

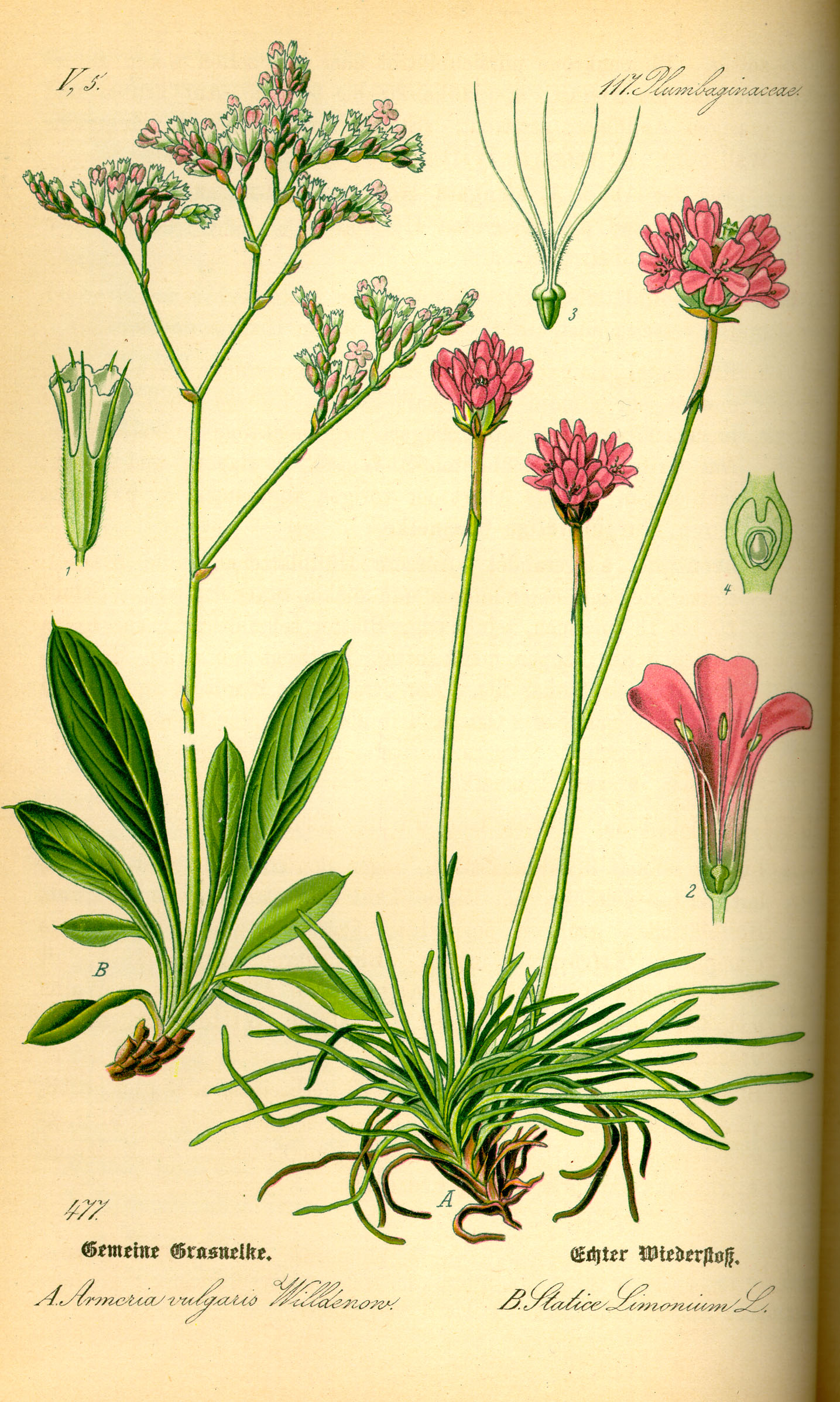
Il·lustració

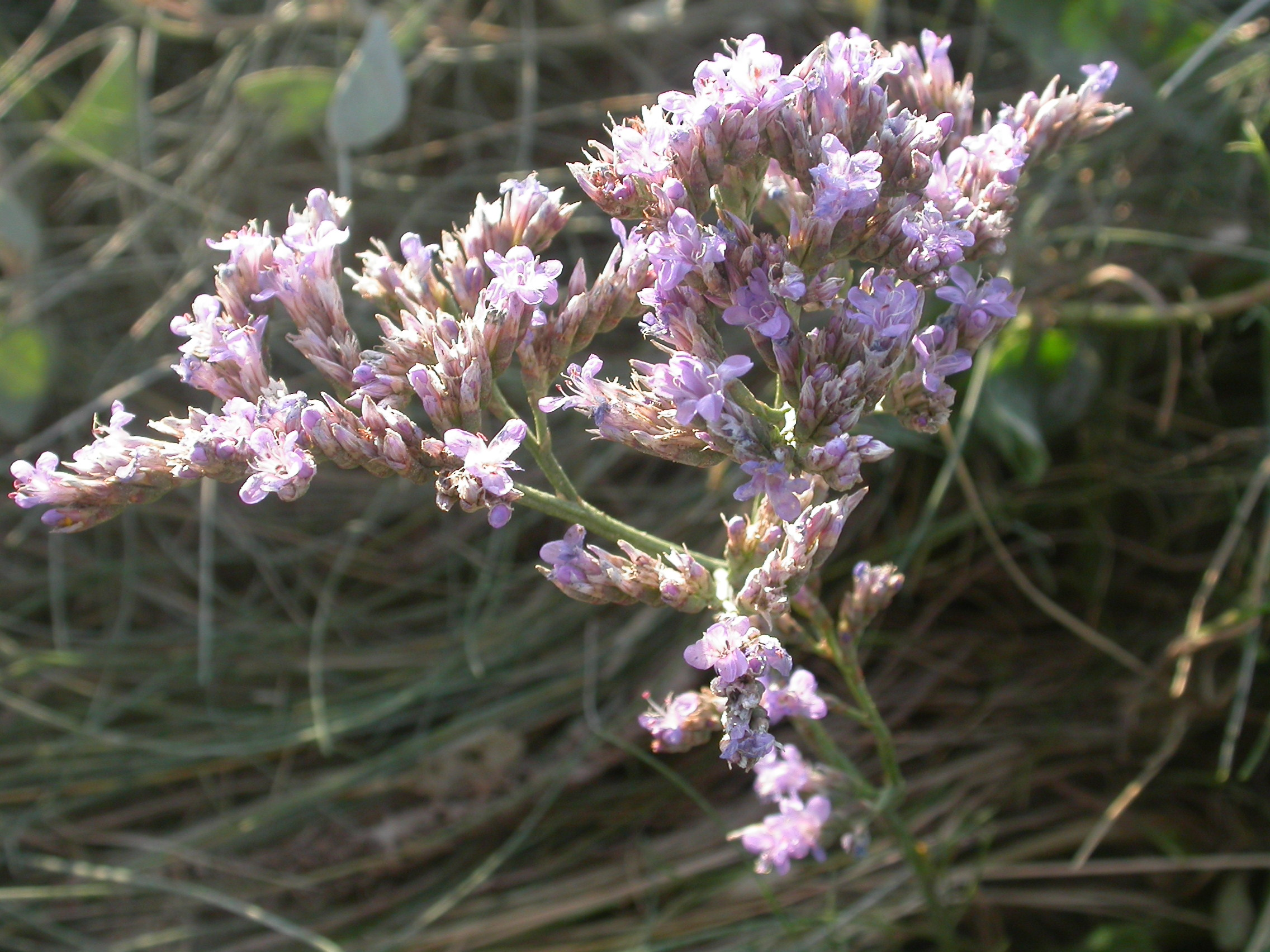
Inflorescència

Limonium vulgare és una espècie de planta herbàcia perenne, de port petit (uns 30-70 cm), de la família de les plumbaginàcies. En algunes llengües se la coneix com a "espígol de mar" per la creença en les seves propietats medicinals.

## Descripció
Presenta tiges alçades, glabres, de base llenyosa. Fulles basals amples i llargues, que formen una roseta al voltant de la tija, ondulades, d'intens color verd brillant, de punta afilada. Flors hermafrodites, petites, corol·la de 5 pètals, lliures, més llargues que el calze, de color entre el rosaci i el violaci o blau, formant inflorescències en forma d'espigues, molt ramificades a la part final. Calze tubulós de poc més de 5 mm, pilós a la base, i amb 5 dents triangulars a la vora. La flor té 5 estams soldats a la base dels pètals i un ovari unilocular amb 5 estils lliures. Fruit format per una sola càpsula amb nombroses llavors. Floreix des de l'estiu fins a principis de la tardor.

## Distribució i hàbitat
Costa atlàntica d'Europa fins al sud de Suècia, regió mediterrània, península Ibèrica. Pot trobar-se en terrenys sorrencs (planta psammòfila), humits, salobres, com les maresmes (planta halòfila). No tolera els sòls rics en nitrogen. Requereix humitat i abundant llum solar.

## Usos
Planta que repel·leix les arnes. Les arrels en són descongestionants i depuratives. Serveix per a tractar hemorràgies. L'arrel és font de tanins.

## Taxonomia
Limonium vulgare va ser descrita per Philip Miller i publicada en The Gardeners Dictionary: ...eighth edition, 1768.

### Etimologia
- Limonium: nom genèric que procedeix del grec leimon, que significa 'prat humit', fent al·lusió a l'hàbitat de moltes de les espècies del gènere.[4]
- vulgare: epítet llatí que significa 'comú'.[5]

### Sinonímia
- Limonium commune Gray
- Limonium limonium (L.) A.Lyons
- Limonium narbonense Mill.
- Statice limonium L.
- Taxanthema caroliniana Sweet
- Taxanthema limonium Sweet[3]